# Giacomo Rossi Stuart
Giacomo Rossi-Stuart (ur. 25 sierpnia 1925 w Todi, zm. 20 października 1994 w Rzymie) – włosko-szkocki aktor filmowy i scenarzysta.

## Kariera
Zadebiutował na dużym ekranie wieku 25. lat w dwóch dramatach wojennych – Dom intryg (Londra chiama Polo Nord, 1956) i ekranizacji powieści historycznej Lwa Tołstoja Wojna i pokój (War and Peace, 1956) z Audrey Hepburn, Henrym Fondą i Vittorio Gassmanem jako młody Kozak. Następnie zagrał postać biblijną Izmaela w hollywoodzkim dramacie kostiumowym Sergio Leone Ostatnie dni Sodomy i Gomory (Sodom and Gomorrah, 1962). 
Znalazł się w obsadzie adaptacji powieści historycznej Henryka Sienkiewicza Ogniem i mieczem (Col ferro e col fuoco, 1963) z udziałem Pierre Brice oraz pojawił się w roli hrabiego Poniatowskiego w dramacie historycznym Caryca Katarzyna (Caterina di Russia, 1963). 
Zagrał także postać szeryfa Lance'a Corbetta w filmie Duello nel Texas. Wkrótce wystąpił jako partner Buda Spencera w westernie Pięciu uzbrojonych mężczyzn (Esercito di cinque uomini, 1969) o grupie bandytów planujących napad na transport złota meksykańskiej armii, a także zagrał charakterystyczną rolę majora Powella w filmie wojennym Lamparty Churchilla (I Leopardi di Churchill, 1970) o operacji „Overmatch” zaplanowanej i nadzorowanej przez Winstona Churchilla. 
W kostiumowym dramacie sądowym Sprawy porządnych ludzi (Fatti di gente perbene, 1974) z Catherine Deneuve i Giancarlo Gianninim zagrał wraz ze swoim synem Kimem. Kolejne lata przyniosły jemu udział w dramacie Emanuelle: Magia orientu (Emanuelle nera: Orient reportage, 1976), komedii Casanova i spółka (Casanova & Co, 1977) z Tonym Curtisem w roli tytułowego Giacomo Casanovy i dreszczowcu Byłem agentem C.I.A. (Sono stato un agente C.I.A., 1978).

### Życie prywatne
Był żonaty z niemiecko-holenderską modelką Klarą Müller, z którą ma syna aktora Kima Rossiego Stuarta (ur. 31 października 1969). Miał też dwie córki: Lorettę i Valentinę. Kiedy jego żona odeszła, popadł w depresję i zaszył się wraz z synem na wsi w chłopskiej zagrodzie.